# Krosno-Dąbrowy
Krosno-Dąbrowy – wieś w Polsce, położona w województwie łódzkim, w powiecie piotrkowskim, w gminie Gorzkowice.
Krosno-Bugaj przed 2017 rokiem nosiła nazwę Dąbrowa Krośnieńska. Do 2024 r. miejscowość była częścią wsi Krosno.
W latach 1975–1998 ówczesna Dąbrowa Krośnieńska administracyjnie należała do województwa piotrkowskiego.